# Доллер, Михаил Иванович
Михаил Иванович До́ллер (1889—1952) — советский кинорежиссёр. Лауреат Сталинской премии первой степени (1941).

## Биография
Михаил Иванович Доллер родился в 1889 году в Вильно (ныне Вильнюс, Литва).
В 1910 году там же окончил Театральную школу.
В 1910—1922 годах был актёром и режиссёром театра.
В 1922—1924 годах учился в мастерской у Льва Кулешова. В качестве его ассистента участвовал в работе над картинами «Необычайные приключения мистера Веста в стране большевиков» (1924) и «Луч смерти» (1925). Там же встретил и своего будущего постоянного сорежиссёра Всеволода Пудовкина.
В 1925—1928 годах — режиссёр киностудии «Межрабпом-Русь», в 1928—1936 годах — «Межрабпомфильм», с 1936 года — «Мосфильм». С Пудовкиным сотрудничал начиная с картины «Мать» 1926 года, где занимался подбором актёров и работой с ними; в частности, бегал по талому льду через реку, чтобы наглядно продемонстрировать Николаю Баталову трюк. 
За фильмы «Минин и Пожарский» (1939) и «Суворов» (1940) вместе с Пудовкиным удостоен Сталинской премии первой степени.
Его работу отличало особое умение подбирать актёрский ансамбль и типажи для фильмов. Как вспоминал Виктор Шкловский, Доллер «был человек скромный, в силу занятости делом незаметный, но все к нему относились так, как люди относятся к хлебу, к соли, к свету на съёмке… М. И. Доллер прежде всего был великим дегустатором актёра. Он знал в отдельном человеке, как тот будет выглядеть на всём протяжении создания картины».
Умер 15 марта 1952 года.

## Фильмография

### Режиссёр
с Л. Л. Оболенским
- 1925 — Кирпичики
- 1926 — Эх, яблочко

с В. И. Пудовкиным
- 1927 — Конец Санкт-Петербурга
- 1932 — Простой случай
- 1938 — Победа
- 1939 — Минин и Пожарский
- 1940 — Суворов
- 1941 — Пир в Жирмунке (новелла в «Боевом киносборнике № 6»)
- 1928 — Саламандра (с Г. Л. Рошалем)
- 1929 — Чины и люди (с Я. А. Протазановым)
- 1932 — Горизонт
- 1934 — Восстание рыбаков (с Э. Пискатором)
- 1935 — Гибель сенсации (режиссёр-монтажёр)

### Актёр
- 1925 — Луч смерти — эпизод
- 1928 — Саламандра — студент Филонов
- 1932 — Горизонт — Смит

## Награды и премии
- Орден Трудового Красного Знамени (1940)[2][3]
- Сталинская премия первой степени (1941) — за фильмы «Минин и Пожарский» (1939) и «Суворов» (1940)